# 長浜八幡宮

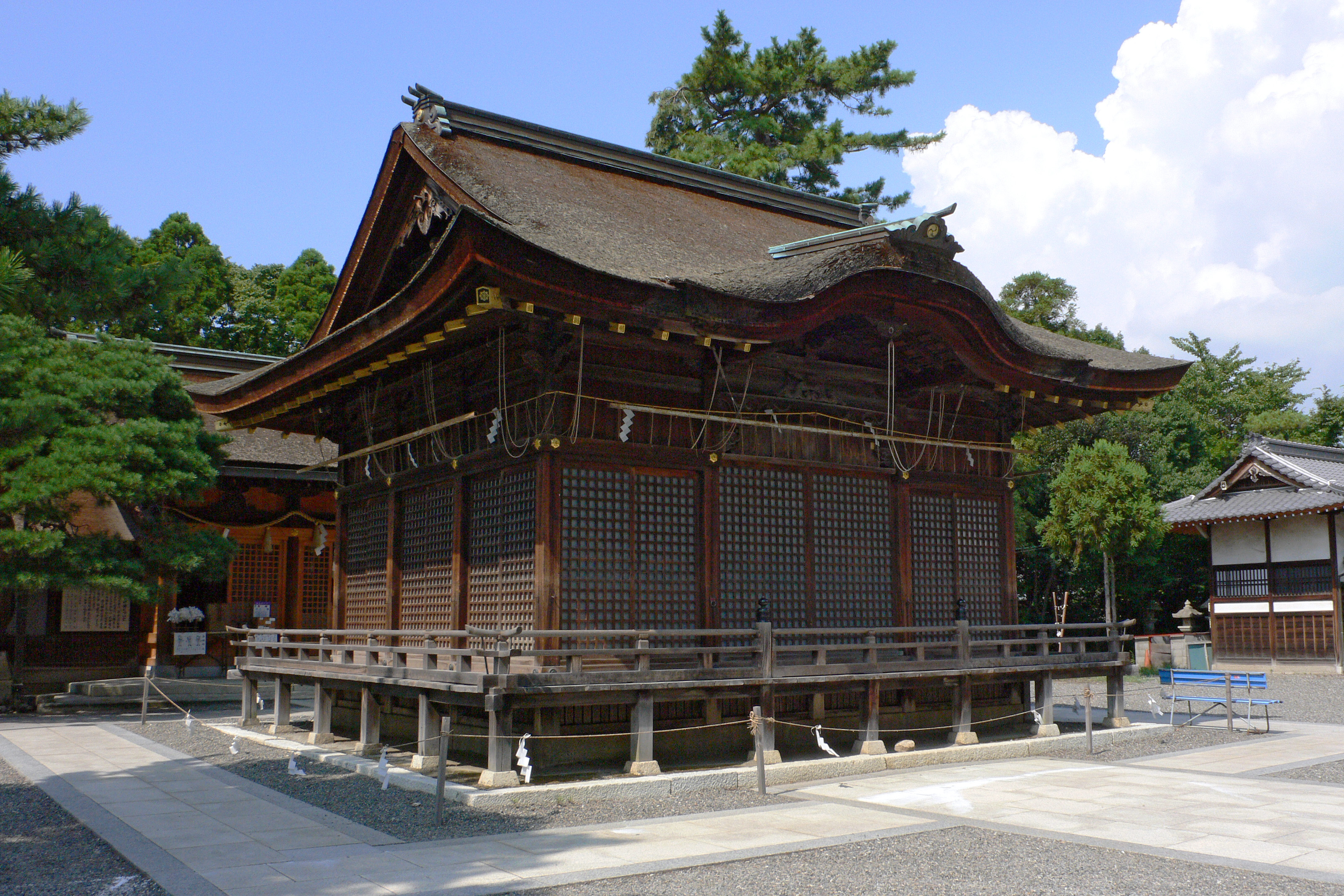
拝殿

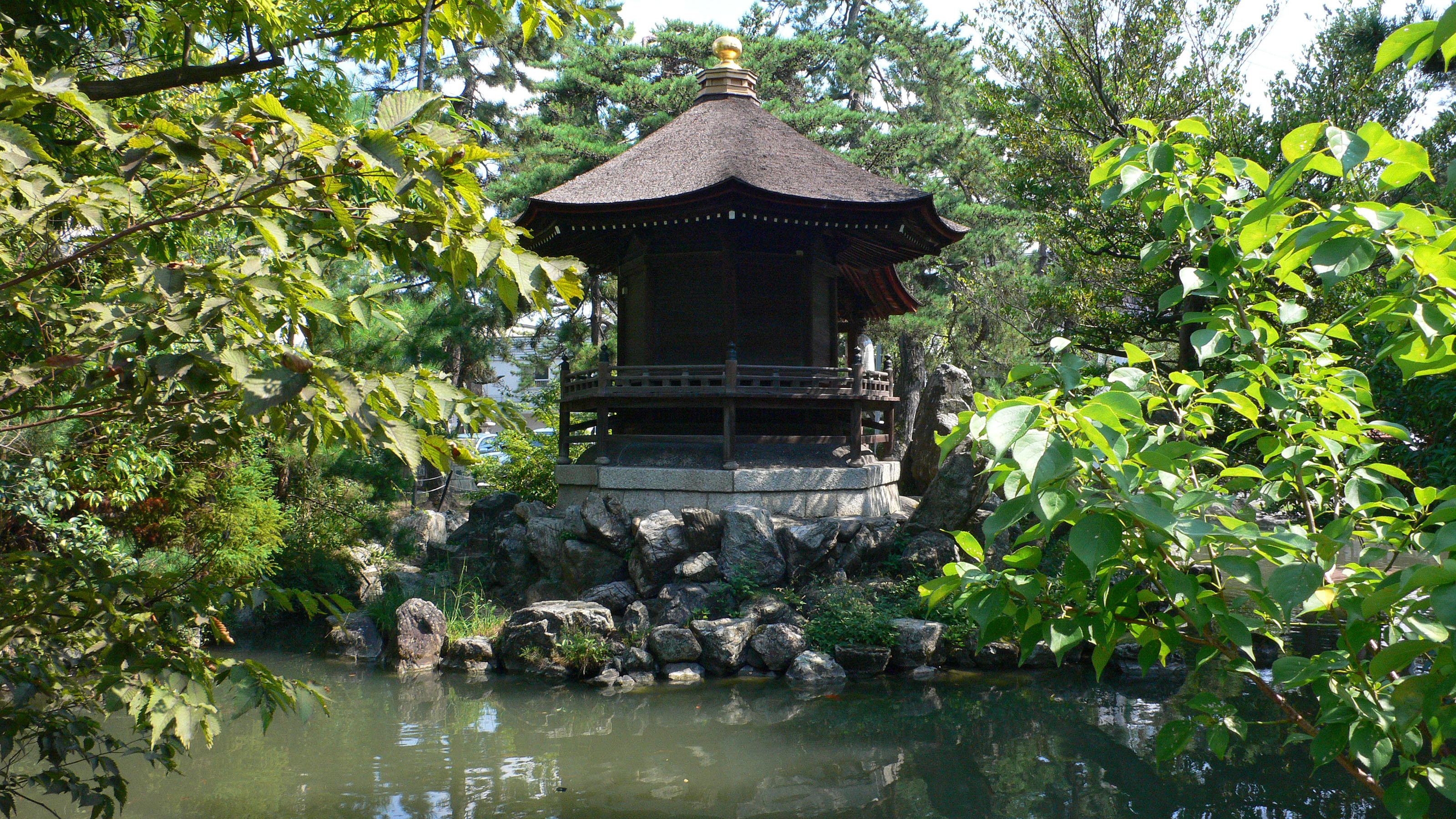
摂社 都久夫須麻神社

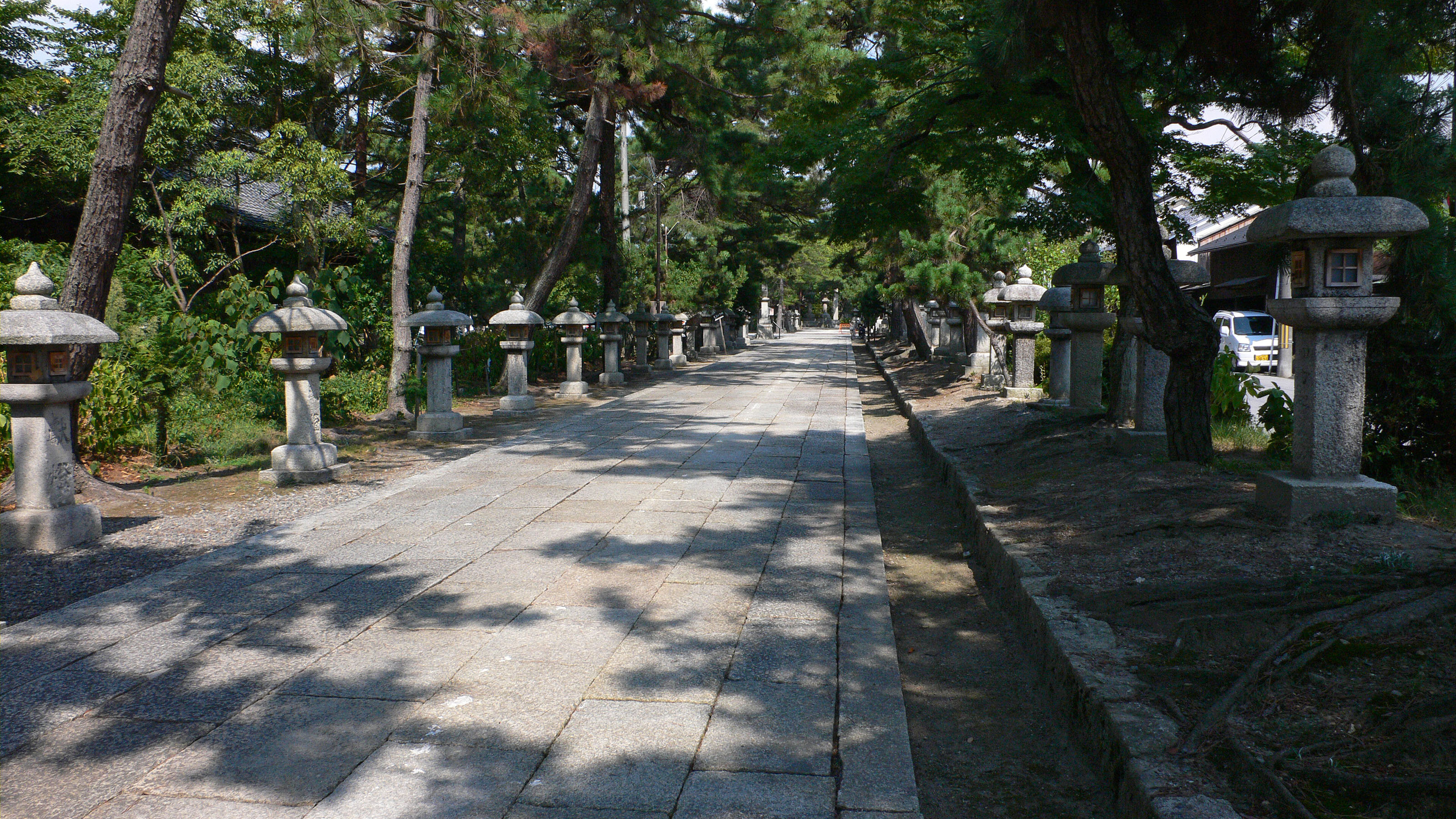
参道の石灯籠

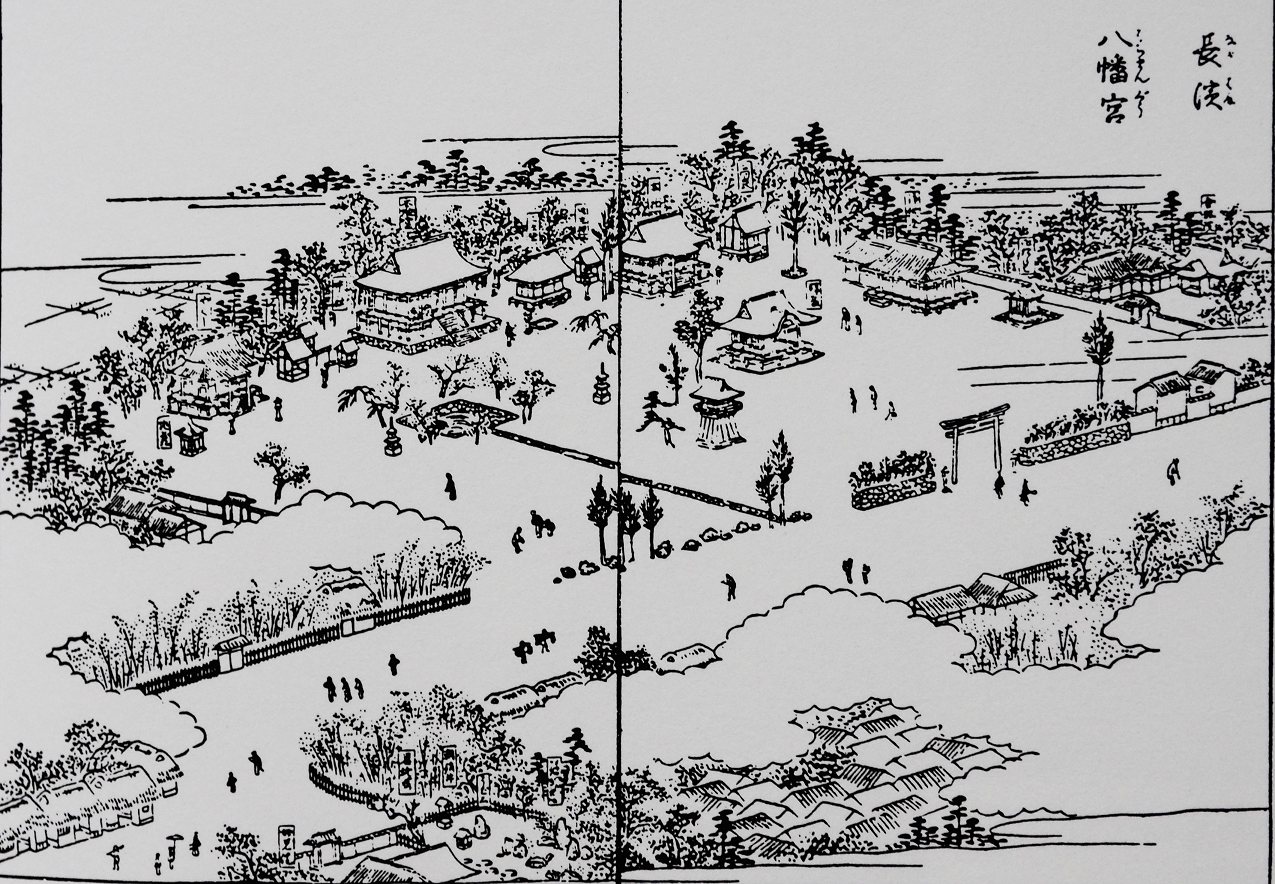
近江国名所図会

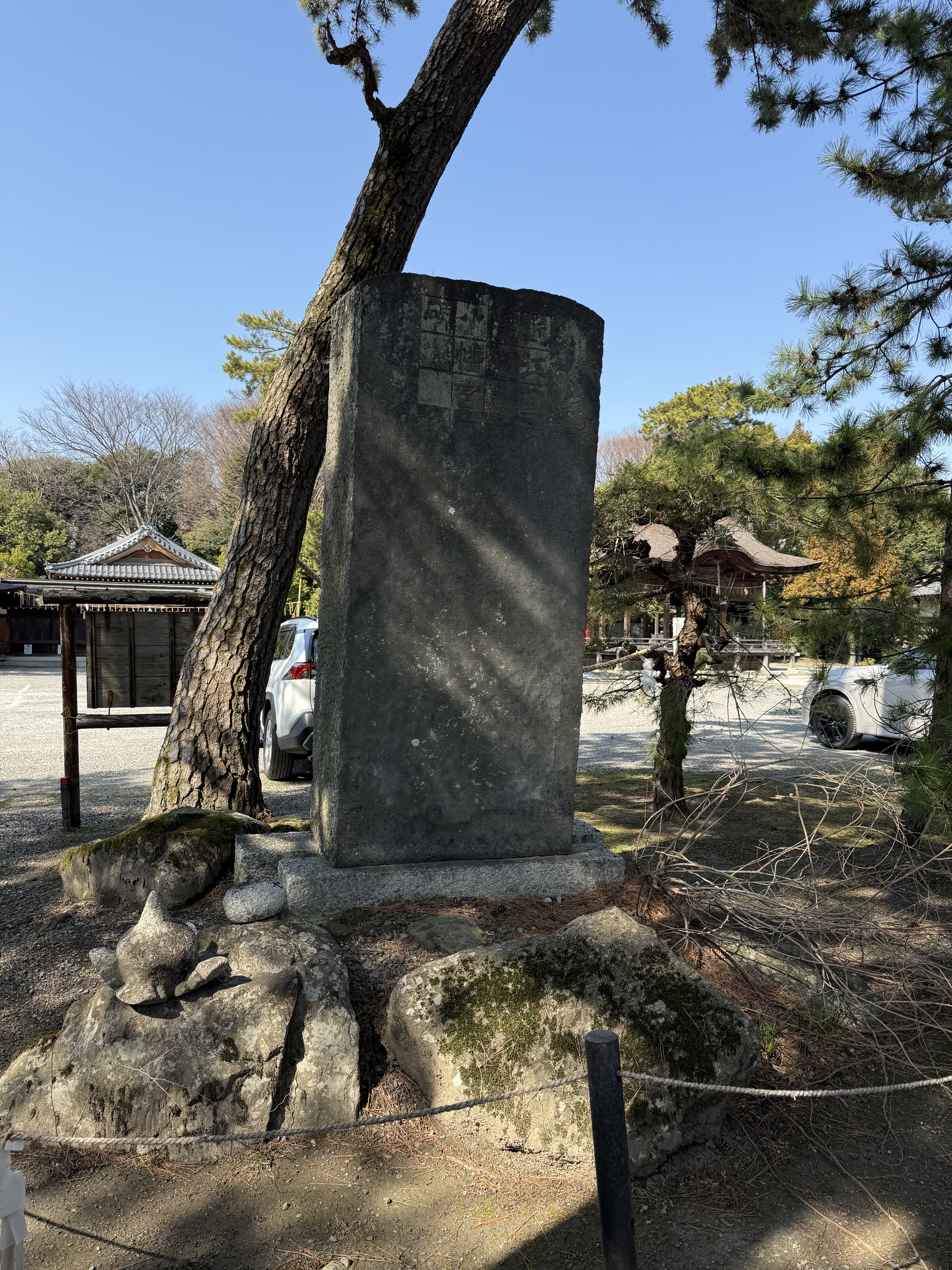
長浜八幡宮碑

長浜八幡宮（ながはまはちまんぐう）は、滋賀県長浜市宮前町にある神社。旧社格は県社で、現在は神社本庁の別表神社。日本三大山車祭の「長浜曳山祭」で有名である。

## 祭神
- 主祭神 - 誉田別尊（中御前）、足仲彦尊（東御前）、息長足姫尊（西御前）

## 歴史
源義家は、前九年の役の際に陸奥国の安倍貞任・宗任兄弟征討の祈願を弘仁5年（814年）に空海によって創建されたという新放生寺にて行った。その後、安倍兄弟を討伐した義家は祈願の功があったとして延久元年（1069年）に後三条天皇から新放生寺に勝軍山の勅号を賜わると同時に勅願を受けて、石清水八幡宮より祭神を分霊し、神仏習合により新放生寺の境内にその境内社として社が創建された、それが当宮の始まりであるという。
当宮の当初の名称は勝軍山新放生寺八幡宮の他、坂田八幡宮あるいは坂田別宮八幡宮ともいい
、新放生寺と合わせて社坊三百あまりを数え、本宮の石清水八幡宮をも凌ぐほどであったといわれる。
室町時代には室町幕府第6代将軍足利義教によって社殿が修補され、新放生寺に三重塔が建立されたり、太刀、神馬などが奉納されている。また、天文5年（1536年）には後奈良天皇より社領三千石を賜わり、小谷城主の浅井氏からも社領、太刀、神馬などが寄進されている。
しかし、元亀年間（1570年 - 1573年）に行われた織田信長と浅井長政との戦いに巻き込まれてしまい、新放生寺と当宮はほとんど焼失して衰退したが、天正2年（1574年）に長浜城城主として羽柴秀吉が長浜に来ると、秀吉は新放生寺と当宮の荒廃を惜しみ、寺社領七十石が寄進され、堂舎、社殿の再建がおこなわれて天正19年（1591年）に新放生寺と当宮の社殿は再興された。この史実は長浜曳山祭の起源ともいわれている。
秀吉が再興をはかり新放生寺の塔頭・妙覚院や学頭寺・舎那院をはじめ二十余坊が新放生寺と当宮の周囲に再建され、やがて七十坊となったが、慶長から寛永年間（1596年 - 1645年）には三十余坊、天和年間（1681年 - 1684年）には二十一坊と次第に衰えていった。
明治時代になると神仏分離によって新放生寺とその塔頭は廃寺とされたが、学頭寺の舎那院のみは残され、新放生寺や塔頭の仏像や資料等が全て移された。また、当宮は名称を長浜八幡宮と改めている。
1885年（明治18年）に雷火によって本殿が焼失したが、1889年（明治22年）に再建されている。1895年（明治28年）には県社に列せられている。
2006年（平成18年）に神社本庁の別表神社に加列されている。
当宮の東隣に舎那院がある。

## 境内
- 本殿 - 1889年（明治22年）再建。八幡宮としては非常にめずらしい神明造で建てられている。一説によれば伊勢神宮から御饌殿を譲り受けたともされる[4]。
- 幣殿
- 拝殿
- 能舞台
- 神輿庫
- 願い通して矢
- 社務所
- 斎館
- 参集殿
- 放生池（長浜市指定名勝）
- 包丁塚
- 絵馬堂
- あじさい園 - 現在休園中。

### 摂末社
- 都久夫須麻神社 - 祭神：市杵島姫神。摂社。
- 天満宮 - 祭神：菅原道真。摂社。
- 高良神社 - 祭神：武内宿禰。摂社。
- 金刀比羅宮・河濯（かわそぎ）神社 - 金刀比羅宮祭神：大物主命、河濯神社祭神：瀬織津姫命。摂社。
- 末広稲荷神社 - 祭神：宇迦之御魂、佐田彦神、大宮能売神。末社。
- 地主神社 - 祭神：大地主命。末社。
- 熊野神社：祭神 - 家津御子命、熊野速玉命、熊野夫須美命。末社。

## 文化財

### 滋賀県指定有形文化財
- 梅樹双雀文鏡 1面 - 南北朝時代。
- 能装束（紅地扇面散文様唐織能装束、縹淡茶段松皮菱牡丹輪宝文様唐織能装束） 2領 - 江戸時代。
- 太鼓 1口、太鼓台 1基 - 室町時代。文安元年、永尾護国寺等の墨書銘がある。
- 書跡等 永享七年勧進猿楽奉加帳ならびに永享十一年塔供養奉加帳 2帖 - 室町時代。
- 書跡等 版本倭点附刻妙法蓮華経 8巻 - 室町時代。

### 長浜市指定有形文化財
- 鉄鋳造鍔口 1口 - 桃山時代。
- 書跡 天正八年三月吉日羽柴秀吉・同秀勝連署奉加帳 1帖 - 桃山時代。

### 長浜市指定名勝
- 放生池 - 桃山時代。

## 祭事
- 長浜曳山祭 - 4月12日～17日朝。安土桃山時代に始まる伝統行事。日本三大山車祭の一つ。
- 春季大祭 - 4月15日
- 例祭 - 10月15日

## 前後の札所
神仏霊場巡拝の道
136 西明寺　-　137 長浜八幡宮　-　138 宝厳寺
六瓢箪めぐり

## 所在地
- 滋賀県長浜市宮前町13-55

## アクセス
- JR北陸本線 長浜駅より徒歩約15分。

## 周辺情報
- 舎那院
- 真宗大谷派 長浜別院 大通寺
- 黒壁スクエア
- 長浜赤十字病院